# Don Smith
Don Smith (Londen, 19 december 1937 – 6 oktober 2004) was een Britse internationaal trialrijder. Hij werd geboren in Londen en hij was de eerste FIM Wereldkampioenschap trial in de geschiedenis, in 1964. De titel stond toen nog bekend als de Challenge Henri Gouthars. Smith won de title opnieuw in 1967 en 1969. Hij overleed op 6 oktober 2004 in een ziekenhuis op de leeftijd van 66 jaar.

## Biografie
Smith won de titel in 1964 ten koste van de Duitser Gustav Franke, waarbij hij de wedstrijden in Frankrijk en Duitsland won. Het jaar erna eindigde hij als achtste, maar in 1966 kon hij een tweede plaats veiligstellen achter zijn rivaal Franke.
In 1967 waren de rollen omgekeerd en won Smith op een Greeves motorfiets ten koste van Franke, onder andere door overwinningen in Zwitserland en België, en won hij opnieuw het wereldkampioenschap. Aan het einde van dat seizoen verliet Smith Greeves en sloot hij een contract met Montesa. Met dat merk werd hij in 1968 zesde.
In 1969 werd de Challenge Henri Gouthars omgedoopt tot European Trials Championship, en dat jaar werd Smith voor de derde keer wereldkampioen, waarbij hij landgenoten Denis Jones en Sammy Miller achter zich liet. 1970 zou het laatste jaar worden waarin Smith op het hoogste niveau deelnam, en hij eindigde dat jaar op de achtste plaats, met als hoogste klassering een derde plaats in België achter Miller en Laurence Telling.

## Wereldkampioenschappen
| Jaar | Team    | 1     | 2      | 3     | 4     | 5     | 6      | 7     | 8     | 9     |  | Punten | Plaats |
| ---- | ------- | ----- | ------ | ----- | ----- | ----- | ------ | ----- | ----- | ----- |  | ------ | ------ |
| 1964 | Greeves | BEL 3 | FRA 1  | GER 1 |       |       |        |       |       |       |  | 70     | 1e     |
| 1965 | Greeves | FRA 5 | BEL 21 |       |       |       |        |       |       |       |  | 19     | 8e     |
| 1966 | Greeves | GER - | FRA 2  | BEL 1 |       |       |        |       |       |       |  | 47     | 2e     |
| 1967 | Greeves | SWI 1 | BEL 1  | GER 2 | FRA 3 |       |        |       |       |       |  | 92     | 1e     |
| 1968 | Montesa | SWI 3 | GER -  | BEL - | FRA - | GBR 4 |        |       |       |       |  | 7      | 6e     |
| 1969 | Montesa | SUI 2 | FRA 5  | GER 2 | BEL 1 | GBR 2 | SWE 6  |       |       |       |  | 51     | 1e     |
| 1970 | Montesa | GER 4 | FRA -  | GBR 6 | BEL 3 | IRL - | SPA 10 | FIN - | SWE - | POL - |  | 24     | 8e     |

## Resultaten
- Challenge Henri Gouthars 1964, 1967 (werd later het wereldkampioenschap)
- Europees trialkampioen 1969